# Faro della Pietra
Il faro della Pietra (Fanale di a Petra in corso), noto anche con la denominazione di faro di Isola Rossa, è un faro marittimo che si trova sull'omonimo isolotto della città di Isola Rossa, lungo la costa nord-occidentale della Corsica.

## Storia
Il faro è stato inaugurato nel 1857, quando iniziò ad emettere una luce rossa fissa di quarto ordine; dal 1877 iniziò l'emissione di una luce bianca fissa più potente. Nel 1902 ha iniziato ad emettere 3 lampi ogni 12 secondi. Nella seconda metà del Novecento è stato automatizzato e, in tempi più recenti, è stato munito di pannelli solari per l'alimentazione.

## Struttura
Si tratta di una torre a sezione quadrata, che si eleva al di sopra della parte centrale di un edificio a base quadrangolare, accanto al quale è ubicato un fabbricato di guardia. Sulla parte sommitale della torre si trova la lanterna verde.
L'intero complesso si presenta con muratura liscia bianca.